# Classe South Dakota (nave da battaglia 1939)
La classe South Dakota fu una classe di corazzate della U.S. Navy e venne costruita dopo la classe North Carolina.

## Il progetto
L'U.S. Navy pianificò la costruzione della classe sulla base della precedente classe North Carolina, equipaggiando le navi con 9 cannoni principali da 406 mm in tre torri trinate. L'elevata velocità della nave (pari a 27 nodi), le classificava come corazzate veloci e consentiva a queste corazzate di agire in sincronia con le portaerei, come di norma accaduto durante la Guerra del Pacifico.

## Storia
Unità della Classe South Dakota della US Navy
| US Navy - Classe South Dakota | US Navy - Classe South Dakota | US Navy - Classe South Dakota     | US Navy - Classe South Dakota | US Navy - Classe South Dakota                                                    |
| Matricola                     | Nome                          | Cantiere                          | Entrata in servizio           | Destino finale                                                                   |
| ----------------------------- | ----------------------------- | --------------------------------- | ----------------------------- | -------------------------------------------------------------------------------- |
| BB-57                         | USS South Dakota              | New York Shipbuilding Corporation | 20 marzo 1942                 | Radiata il 1º giugno 1962 e demolita                                             |
| BB-58                         | USS Indiana                   | Newport News Shipbuilding         | 30 aprile 1942                | Radiata il 1º giugno 1962 e demolita                                             |
| BB-59                         | USS Massachusetts             | Bethlehem Steel Corporation       | 12 maggio 1942                | Radiata il 1º giugno 1962 e convertita in nave museo a Fall River, Massachusetts |
| BB-60                         | USS Alabama                   | Norfolk Naval Shipyard            | 16 agosto 1942                | Radiata il 1º giugno 1962 e convertita in nave museo a Mobile, Alabama           |